# 이존욱
당 장종 이존욱(唐 莊宗 李存勗, 885년 12월 2일(음력 10월 22일) ~ 926년 5월 15일(음력 4월 1일))은 중국 오대십국시대 후당의 초대 황제(재위 : 909년 ~ 926년)이다. 뛰어난 군사적 능력을 바탕으로 후량(後梁)을 멸하고 중원의 수많은 군웅들을 평정해 천하를 거머쥐었으나, 이어진 내치(內治)에서 실정으로 역사적으로 양면적인 평가를 받아왔다.
돌궐계 사타족 출신으로 절일은 만수절(萬壽節)이다.

## 생애
주전충(朱全忠)의 숙적이었던 이극용(李克用)은 908년에 사망했고, 뒤를 계승한 이존욱은 후량에 맹렬한 공격을 시작했다. 후량측에서도 주전충의 실정과 추락이 심해 차례로 영토를 빼앗겼다. 거기에다 주전충이 후계자를 선택하는 것에도 실패해 내분을 초래했다. 이를 지켜본 이존욱은 연왕을 칭하던 유인공을 공격하여 그 나라를 병합했다.
923년 자신감을 가진 진왕 이존욱이 황제를 칭하고 국호를 대당이라 하며 나라를 세웠다. 역사상 후당이었다. 윤 4월말 이사원(李嗣源)이 이끄는 5000명의 기병이 후량을 기습했다. 후량은 왕언장을 총사령관으로 단의를 부사령관으로 한 10만의 정병을 이끌고 후당을 공격했다.
장종 이존욱 또한 직접 군을 이끌고 양유에서 격전을 벌여 후량군을 격파했다. 왕언장(王彦章)은 중도현에서 참수되었다. 923년 11월 19일 후당군이 카이펑을 함락시키자 후량은 멸망하게 되었다.
이극용의 이(李)씨 성은 공적에 의해 당나라로부터 국성(國姓)을 하사받은 것이었다. 이것을 이유로 장종은 스스로가 당나라의 후계자임을 자칭하고 후당을 건국하게 되었다. 후량을 멸망시킨 후, 뒤이어 기왕(冀王)을 자칭한 이무정, 사천을 지배한 전촉을 멸망시켜 영토를 확대했다. 그러나 장종의 생각은 당나라의 위광을 되살리는 것으로 낙양(洛陽)으로 천도하고, 주전충이 폐지했던 군대에 환관을 감찰로써 파견하는 제도를 부활시켜 무장들의 불만을 샀다.
이 불만 때문에 926년 무장들이 이사원(후에 명종)을 옹립하였다. 이사원의 군이 낙양에 육박하자 금군(근위병)들에 의해 장종은 살해당했다.

## 존호, 시호, 묘호, 능호
존호는 동광(同光) 2년(924년)에 올린 소문예무지덕광효황제(昭文睿武至德光孝皇帝)가 있다.
묘호는 장종(莊宗)이며, 시호는 광성신민효황제(光聖神閔孝皇帝)이며, 능호는 옹릉(雍陵)이다.

## 가족 관계

### 조부모와 부모
- 조부 : 헌조(獻祖) 문경황제(文景皇帝) 이국창(李國昌)
- 조모 : 문경황후(文景皇后) 진씨(秦氏)
- 부친 : 태조(太祖) 무황제(武皇帝) 이극용(李克用)
- 모친 : 정간황후(貞簡皇后) 조씨(曹氏)

### 황후
| 봉호       | 시호                   | 이름(성씨)     | 별칭               | 재위년도      | 생몰년도  | 비고 |
| ---------- | ---------------------- | -------------- | ------------------ | ------------- | --------- | ---- |
| 황후(皇后) | 신민경황후(神閔敬皇后) | 유옥랑(劉玉娘) | 위국부인(魏國夫人) | 923년 ~ 926년 | ? ~ 926년 |      |

### 후궁
| 봉호       | 시호 | 이름(성씨) | 별칭               | 생몰년도 | 비고                                     |
| ---------- | ---- | ---------- | ------------------ | -------- | ---------------------------------------- |
| 숙비(淑妃) |      | 한씨(韓氏) | 위국부인(衛國夫人) |          | 장종의 원래 정실. 황후로 추존 되지 않음. |
| 덕비(德妃) |      | 이씨(伊氏) | 연국부인(燕國夫人) |          |                                          |
| 소의(昭儀) |      | 후씨(侯氏) | 견국부인(汧国夫人) |          |                                          |
| 소용(昭容) |      | 하씨(夏氏) | 괵국부인(虢國夫人) |          |                                          |
| 소원(昭媛) |      | 백씨(白氏) | 기국부인(沂國夫人) |          |                                          |

### 황자
| - | 봉호       | 시호 | 이름           | 생몰년도  | 생모              | 별칭               | 비고 |
| - | ---------- | ---- | -------------- | --------- | ----------------- | ------------------ | ---- |
| 1 | 위왕(魏王) |      | 이계급(李繼岌) | ? ~ 926년 | 신민경황후 유옥랑 | 흥성태자(興聖太子) |      |
| 2 | 수왕(守王) |      | 이계동(李繼潼) |           |                   |                    |      |
| 3 | 광왕(光王) |      | 이계숭(李繼嵩) |           |                   |                    |      |
| 4 | 진왕(眞王) |      | 이계첨(李繼嶦) |           |                   |                    |      |
| 5 | 천왕(川王) |      | 이계요(李繼嶢) |           |                   |                    |      |

### 황녀
| - | 봉호(공주)         | 시호 | 이름 | 생몰년도  | 생모 | 부마           | 별칭 | 비고 |
| - | ------------------ | ---- | ---- | --------- | ---- | -------------- | ---- | ---- |
| 1 | 의녕공주(義寧公主) |      |      | ? ~ 953년 |      | 송정호(宋廷浩) |      |      |

### 양자
- 이소영(李紹榮, ? ~ 926년) - 본명 원행흠(元行欽)
- 이소안(李紹安, ? ~ 924년) - 본명 원상선(袁象先)
- 이소굉(李紹宏, ? ~ 932년) - 본성 마(馬)씨. 명종 즉위 후 복성(復姓)
- 이소침(李紹琛, ? ~ 926년) - 본명 강연효(康延孝)
- 이소빈(李紹斌, ? ~ 937년) - 본명 조행실(趙行實). 명종 즉위 후 복성(復姓) 및 조덕균(趙德鈞)으로 개명
- 이소흠(李紹欽, ? ~ 928년) 또는 이계흠(李繼欽) - 본명 단응(段凝)
- 이소진(李紹眞, 872년 ~ 929년) - 본명 곽언위(霍彦威)
- 이소능(李紹能, ? ~ 930년) - 본명 미군립(米君立)
- 이소건(李紹虔, 873년 ~ 932년) - 본명 왕안구(王晏球)
- 이소기(李紹奇, 882년 ~ 930년) - 본명 하로기(夏魯奇)
- 이소공(李紹珙, ? ~ 932년) - 본명 유훈(劉訓)
- 이소영(李紹英, ? ~ 936년) - 본명 방지온(房知溫)
- 이계린(李繼麟, ? ~ 926년) - 본명 주우겸(朱友謙). 주전충의 양자
- 이소경(李紹瓊, 877년 ~ 941년) - 본명 장종간(萇從簡)
- 이계경(李繼璟, ? ~ 926년) - 본명 이종심(李從審). 이사원(명종)의 장남
- 이소충(李紹沖, ? ~ 928년) - 본명 온도(溫韜)
- 이소문(李紹文, ? ~ 926년) - 본명 장종초(張從楚)
- 이소형(李紹衡, ? ~ ?) - 913년 당시 주덕위 휘하의 기장(騎將)
- 이소흥(李紹興, ? ~ ?) - 923년 당시 진군의 유혁장(遊奕將)
- 이소로(李紹魯, ? ~ 946년) - 본명 백승복(白承福). 토욕혼 수령
- 이소위(李紹威, ? ~ 929년) - 본명 소랄(掃剌). 해족 수령

## 기년
| 장종        | 원년            | 2년        | 3년        | 4년        |
| ----------- | --------------- | ---------- | ---------- | ---------- |
| 서력 (西曆) | 923년           | 924년      | 925년      | 926년      |
| 간지 (干支) | 계미(癸未)      | 갑신(甲申) | 을유(乙酉) | 병술(丙戌) |
| 연호 (年號) | 동광(同光) 원년 | 2년        | 3년        | 4년        |

| 전임 이극용 | 제2대 진나라 (오대)의 왕 909년 ~ 923년 | 후임 후당 황제로 즉위 |

| 전임 주우정 | 제1대 후당 황제 923년 ~ 926년 | 후임 의형 후당 명종 이사원 |